# Affichage environnemental
L’affichage environnemental ou étiquetage environnemental désigne toutes les formes de communication au public de l'information environnementale relative à un bien, un produit manufacturé ou un service. L'affichage environnemental va permettre de différencier des produits à forts impacts environnementaux des produits à faibles impacts environnementaux.

## Présentation
Le procédé peut être direct avec l'étiquette ou une information apposée sur l'emballage (texte, logo, pictogramme, associé ou non à un QR-code pour avoir les détails des calculs), ou être un élément du reporting environnemental du bilan annuel de l'entreprise. Il sert souvent aussi d'argument publicitaire.  Selon les cas, l'information environnementale qu'il contient ou à laquelle il se réfère peut être, ou non, vérifiée par un tiers indépendant (plus ou moins « transparent »), ou être une pure auto-déclaration environnementale (ce qui ne signifie pas qu'elle soit fausse, mais rend difficile sa vérification). L'omission trompeuse ou l'allégation mensongère sont interdites par la loi et une directive européenne, mais elles existent dans le cas de certaines allégations environnementales, dans ce cas « plus souvent floues et exagérées qu'ouvertement mensongères » selon un rapport du Conseil national de la consommation (CNC)(2010) .
L'affichage environnemental peut par exemple porter sur la recyclabilité du produit, ses impacts sur les ressources naturelles telles que l'air, l'eau, le sol, la biodiversité, la faune, la flore, la Fonge, l'habitat, les écosystèmes, la couche d'ozone, l'énergie, le bruit, les déchets, les contaminants, les émissions polluantes, l'empreinte écologique, l'empreinte carbone, la culture, etc.
Au sens large, l'information environnementale inclut aussi l'information sur les décisions, politiques et juridiques, les activités humaines qui affectent l'environnement humain.
Le choix du logo a également une importance. Il est parfois trompeur ou source de confusion. En France, France Nature Environnement a par exemple fait remarquer au CNC que le logo éco-emballage « qui signale que le metteur sur le marché paie une contribution financière à l’éco-organisme chargé de la collecte, du tri et du recyclage des déchets » est en réalité interprété à tort par la plupart des consommateurs, comme signifiant que le produit qui le porte est recyclable ou recyclé, de même des flacons de détergent où il est apposé une mention « 100 % recyclable » qui ne concerne que l'emballage trompent certains consommateurs ou « camouflent » « le fait que le produit contienne des substances toxiques » pour l'homme ou l'environnement. FNE dénonce aussi d'autres allégations jouant sur la sensibilité de l'acheteur, tel que «en bois » qui invitent le consommateur à penser « nature », alors que ce bois peut être traité par des pesticides non dégradables ou des vernis toxiques ou que sa coupe peut avoir contribué à la déforestation ou dégradation d'écosystèmes forestiers. L’allégation « naturel » est également floue, car si « tout est naturel mais tout ne préserve pas la nature ».
Ces pratiques relèvent de l'écoblanchiment qui implique une image écologique responsable alors que les budgets de l'organisation sont davantage investis en publicité que pour de réelles actions en faveur de l'environnement.

## Outils de crédibilisation
Le souci croissant que les consommateurs se font concernant un environnement qui se dégrade fait que les allégations environnementales deviennent une composante importante du secteur émergent de l'économie verte et des produits verts. 

De nombreux acteurs estimaient que ces allégations, pour être crédibles et justifier la confiance du public et des acheteurs devaient être clarifiées et plus transparentes, ce qui a notamment conduit en France à une saisine du CNC
Quatre grandes catégories d'outils visent à clarifier les allégations environnementales : 
- la réglementation, opposable, et sources de sanctions pénales ;
- la normalisation, souvent produite par les producteurs ou avec eux (démarche ISO...) ;
- la recommandation, les guides de bonnes pratiques, non opposables ;
- la certification par un tiers indépendant (label AB, NF environnement, « label écologique européen », EMAS, ISO 14001, NF V 01-007, MSC ou FSC par exemple). 
Le niveau de précision et crédibilité du label dépendra de celui du référentiel de certification, qui doit donc être accessible au public. Ce référentiel ne doit pas être confondu avec les nombreux outils d'évaluation/notation ou d'autoévaluation, qui existent sur le marché ou qui ont été développés par certaines filières pour en général évaluer des progrès accompli, mais sans exiger de résultat quantifiable concernant les effets sur l'environnement ou l'écobilan des process.

Parallèlement de démarches d'évaluation environnementale affinée, et d'amélioration continue peuvent être associées.

## Objectifs, enjeux
L'affichage environnemental peut contribuer à améliorer l'image d'un produit, mais ne doit pas être confondu avec la publicité, au sens commercial du terme (qui en France relève du Conseil paritaire de la publicité (CPP), et de l'ARPP (qui dispose d'un Jury de déontologie publicitaire, et a produit une Charte d’engagement pour une publicité éco-responsable signée en 2008 avec le MEEDDM).
Une demande accrue de transparence et de vérifiabilité des assertions environnementales vise à mieux intégrer les impacts environnementaux dans la mesure de la qualité d’un produit ou d'un service, de manière que les consommateurs ou des administrations puissent comparer deux produits ou services à l’aune de leurs impacts environnementaux, directs et si possible indirects. La théorie économique veut que les producteurs pourront alors se faire une concurrence plus saine en mettant en avant les efforts pour minimiser les impacts environnementaux. Les associations de consommateurs pourront ainsi également mieux comparer les produits et mieux conseiller leurs adhérents ou lecteurs. 

C'est aussi un moyen de faciliter la commande publique éthique.

## Participants
L'affichage environnemental peut être mis en œuvre par des filières et entreprises qui mettent des produits sur le marché (en particulier du domaine du commerce éthique, bien que la réglementation notamment européenne pousse à élargir les acteurs privés intéressés), mais aussi par des administrations publiques (État et collectivités territoriales). Sa crédibilité nécessite une transparence des modes de calculs et des données mobilisées, un accès aux « preuves » de ce qui est affirmé, et souvent une certification (écocertification, écosociocertification le cas échéant) par un tiers indépendant et crédible.

## Crédibilité
Pour que ces informations soient fiables et crédibles, les mêmes indicateurs doivent être associés aux mêmes catégories de produits et services, avec un référentiel et des modes de calculs identiques pour tous.
Les allégations doivent reposer sur des définitions parfaitement claires, ce qui n'a pas toujours été le cas pour des qualificatifs tels que :
- « naturel » ;
- « biodégradable » ;
- « durable » ;
- « recyclable » ;
- « compostable » ;
- « renouvelable » ;
- « bio » ;
- « vert » ;
- « écologique » ;
- « biologique » ;
- « éco-produit » ;
- « respectueux de l'environnement » ;
- « contribue au développement durable » ;
- « durable » ;
- « responsable » ;
- « non écotoxique » ;
- « non toxique » ;
- « écocertifié » ;
- « doux pour l'environnement » ;
- « sans substances X » ;
- « neutre en carbone » ;
- l'expression de la conformité à la réglementation comme « sans phosphates » ou « sans CFC ».

Ces qualificatifs sont parfois infondés ou en partie ou totalement vrais, mais fondés sur des concepts ou sources imprécises, non vérifiables, non neutres ou non mesurables . Par exemple la part (pourcentage en poids ou en volume) de ce qui est revendiqué « bio » ou « naturel » dans certains produits de beauté ou de ménage est souvent peu claire). Le CNC estime que pour permettre la confiance du consommateur (et parfois des employés et actionnaires), la communication environnementale sur les produits doit être sincère, objective, claire, adaptée et précise.
En Europe, pour les aliments, les études montrent que de nombreux citoyens peuvent comprendre le contenu des étiquettes, mais n'y prennent souvent pas garde.

### Crédibilité en France
Une étude d'Éthycity a montré que vingt-cinq pour cent environ des consommateurs sont demandeurs d'une information claire et précise sur l'impact environnemental des produits de consommation. Cette étude a aussi produit une typologie de consommateurs. Il faut cependant que l'information soit crédible.
La DGCCRF, au moyen d'enquêtes conduites de la fin des années 1990 au début des années 2000 a constaté que « certains professionnels ont ainsi tendance à exagérer les aspects environnementaux de leurs démarches ou à mettre en avant des qualités qui ne sont pas vraiment pertinentes. Or, des allégations qui, sans être fausses, sont susceptibles d’être trompeuses de par l’effet ou l’impression qu’elles produisent sur le consommateur, sont difficiles à contrôler et à faire sanctionner ».
Pour une meilleure crédibilité, en France, l'ADEME et l'AFNOR copilotent des groupes de travail, réunissant des représentants des producteurs et de la société civile pour rédiger des méthodologies de calcul communes et consensuelles.  Dans certains cas, des définitions officielles, internationales existent, dans d'autres cas le juriste peut se référer à la jurisprudence (pour le mot « naturel » par exemple). L'AFNOR prépare aussi trois projets de normes utiles : 
- ISO 26000 relative à la responsabilité sociétale des organisations ;
- ISO 14067 sur l'empreinte carbone produit et l'empreinte eau ;
- amendement à la norme ISO 14021 relative aux auto-déclarations environnementales, qui inclut de nouvelles définitions de concepts tels que biomasse, gaz à effet de serre, compensation, développement durable, ainsi que des pictogrammes : mise au rebut, tri sélectif. Cet amendement propose aussi de revoir les conditions d’utilisation de mots tels que : « renouvelable », « énergie renouvelable », « durable », « empreinte carbone » et « neutre en carbone ».

## Législation
Dans un nombre croissant de pays, un étiquetage environnemental (étiquette énergie, étiquette carbone, étiquettes de danger...) devient obligatoire pour certaines catégories d'information, de services ou produits. Des moyens de contrôle et vérification de la véracité de l'assertion environnementale peuvent alors être mis en œuvre, y compris contre les fraudes et la publicité mensongère.
La législation ne peut à ce jour gérer le fait d'information incomplètes pouvant également tromper le consommateur. Par exemple :
- un produit peut être totalement recyclable (ex : papier aluminium), mais ne pas l'être dans le contexte du tri sélectif, faute de filière (et alors que la filière existe pour les tétrapacks, ou parce que certaines filières refusent les produits souillés ou potentiellement souillés. À ce jour la législation n'impose pas une information aussi complète du consommateur, qui peut avoir le sentiment d'avoir été trompé en achetant le produit et en pensant qu'il a été recyclé en fin de vie [réf. souhaitée];
- faute de consensus, certains indicateurs tels que l'empreinte écologique ou le bilan carbone, n'ont pas pu intégrer les impacts environnementaux de l'électricité. Des produits fonctionnant à l'électricité (voiture électrique, climatisation, pompes à chaleur..) apparaissent ainsi plus « verts » ou « décarbonnés » qu'ils ne le sont en réalité[réf. souhaitée].

### Dans les pays émergents
Dans de nombreux pays en développement, la sensibilisation à l’impact environnemental des produits est encore limitée, faute d'infrastructure adéquate, de normes et règlementations et/ou de moyens financiers. Cependant en 2003, Bansal et Gangopadhyay, dans le Journal of Environmental Economics and Management citent l'exemple de l'Indonésie qui a mis, avec succès, en place un étiquetage PROPER (Program for Pollution Control and Evaluation and Rating). Cet exemple confirme que la réponse des producteurs aux consommateurs avertis ne concerne pas que les pays développés. En effet, dans les 18 mois qui ont suivi la publication ouverte, par l’agence environnementale indonésienne BAPEDAL, des mesures de pollution émises par les entreprises du pays ; en les étiquetant comme noires, rouges, bleues ou vertes, les entreprises en question ont réduit leurs effluents en moyenne de 40 %, a priori pour des raisons d'image, pour éviter d’être classées noires ou rouges.

### En Europe
En Europe et pour tous les pays respectant la convention d'Aarhus, toute l'information environnementale détenue par les états et autres collectivités doit être tenue à disposition de tous (avec quelques dérogations concernant les secrets de fabrication et la défense nationale). 
L'Union européenne a produit une directive visant à harmoniser les actions de lutte contre la publicité mensongère, la mésinformation, l'omission trompeuse et d'autres pratiques commerciales déloyales. La Commission à ensuite produit des lignes directrices sur l'application de cette directive, concernant notamment les allégations environnementales, de manière à mieux évaluer et autoriser ou non les allégations environnementales au regard des dispositions prévues dans la directive.
Plusieurs pays ont produit des recommandations ou guides, dont le Royaume-Uni  et la Norvège.

### En France

#### Mise en place actuelle
La loi 2021-1104, publiée le 22 août 2021, présente le cadre réglementaire attendu en France. Des expérimentations sectorielles ont été lancées par l'ADEME dans plusieurs industries identifiées comme prioritaires, à savoir le textile d’habillement, les produits alimentaires, l’ameublement, l’hôtellerie et les produits électroniques,. Pour ces secteurs, l'affichage environnemental sera d'abord volontaire et facultatif à partir de 2023, puis rendu obligatoire sous cinq ans maximum, soit en 2026,. Spécifiquement pour le secteur des produits alimentaires, les modes de calcul permettant la construction du score à partir de données d'Analyse de Cycle de Vie (notamment grâce à la base de données Agribalyse) ont été étudiés par le conseil scientifique de l'expérimentation afin d'assurer la transparence et éviter les biais,.

#### Les premiers travaux des années 2010
La Directive 2005/29 sur les pratiques commerciales déloyale a été transposée en France par les articles L121-1 et suivants du Code de la consommation.
Un référentiel de bonnes pratiques BP X30-023 pour la transparence de l'affichage des conditions sociales de production et de mise à disposition des produits. AFNOR BP X30-323  définit les principes généraux pour l'affichage environnemental et en précise la méthodologie générale (adopté en 2008), mais ne porte pas sur l'étiquetage.
La Loi sur les nouvelles régulations économiques de 2001 demande aux entreprises de rendre compte des conséquences sociales et environnementales de leurs activités (article 116). Le décret d'application de cette loi précise les informations de nature environnementale que les entreprises doivent publier dans leur rapport d'activité.
La loi Grenelle II en 2010 impose à certaines grandes entreprises d'inclure un bilan environnemental (incluant obligatoirement un bilan des émissions de gaz à effet de serre (au-delà de certains seuils) dans leur bilan annuel. Cette loi (dans son « chantier » Gouvernance) a élargi le nombre de ces entreprises, et un décret doit préciser les modalités et pénalités afférentes à ce sujet. Une meilleure disponibilité et une information environnementale de meilleure qualité était demandée par le Grenelle Environnement. Ceci s'est traduit dans la loi Grenelle I par différents articles, dont son article 52. L'article 228 de la loi Grenelle II modifie et complète article L. 214-1 du Code de la consommation comme suit :
- « Les exigences de précision, de vérification et de prise en compte des éléments significatifs du cycle de vie des produits dans l’élaboration des allégations à caractère environnemental ou utilisant les termes de développement durable ou ses synonymes, lorsque ces allégations sont présentées sur les produits destinés à la vente aux consommateurs ou accompagnent leur commercialisation sous forme de mentions sur les emballages, les publications, la publicité, la télémercatique ou d’insertions sur supports numériques ou électroniques ».
- « Toute personne qui commercialise ou organise une prestation de transport de personnes, de marchandises ou de déménagement doit fournir au bénéficiaire de la prestation une information relative à la quantité de dioxyde de carbone émise par le ou les modes de transport utilisés pour réaliser cette prestation. Des décrets fixent le champ et les modalités d’application du présent II, notamment le calendrier de leur mise en œuvre selon la taille des entreprises de transport, les méthodes de calcul des émissions de dioxyde de carbone et la manière dont le bénéficiaire de la prestation est informé ».

Cette loi prévoit aussi une expérimentation nationale à partir du 1er juillet 2011. L'ADEME accompagne cette expérimentation, et a fait un point sur l'avancement des méthodologies et les modalités d’application de la loi Grenelle II, en juin 2010.

### Royaume-Uni
Le gouvernement britannique a mis en place depuis 2004 une régulation publique de l'information environnementale.